# Пам'ятки України: історія та культура
«Пам'ятки України: історія та культура» — науково-популярний ілюстрований журнал. Основні теми — національна культура, вітчизняна історія, краєзнавство, пам'яткознавство, українознавство, музейництво, археологія, архітектура, фольклор, етнографія.

## Історія

### Попередники видання
У 1969 р. за ініціативою П. Тронька започатковано інформаційно-методичний бюлетень «Пам'ятники України» Українського товариства охорони пам'ятників історії та культури. Перший номер побачив світ у грудні 1969 р.
Спочатку це було «режимне» періодичне видання, яке обслуговувало ідеологічний відділ компартії у царині охорони пам'яток. Як офіційний орган Українського товариства охорони пам'яток, бюлетень мав своїм завданням, покладеним на нього тодішньою тоталітарною системою, закріплювати тезу про КПРС як провідну силу, яка протягом існування радянської влади найкращим чином опікувалася пам'ятками історії та культури.

### Перебудова
Новий етап розвитку бюлетеня збігається з початком горбачовської Перебудови, тобто 1985 роком, коли до керма в журналі приходить Анатолій Сєриков. Бюлетень перетворюється на трибуну українського відродження, зокрема у ставленні до старовини та минулого України. Із 1988 р. виходив під назвою «Пам'ятки України». Перед здобуттям незалежності стає одним із наймасовіших часописів України, а його наклад сягає 100 тисяч примірників і вище.

### Заснування журналу
Зусиллями академіка П.Тронька та А. Сєрикова 1988 р. ухвалено рішення політбюро ЦК КПРС про заснування в Українській РСР незалежного науково-популярного ілюстрованого журналу «Пам'ятки України». Логотип журналу розробив видатний художник-графік Василь Чебаник. Перший номер побачив світ 1989 р. 
У справі національного відродження України в 80-90-х рр. ХХ ст. видання має виняткові заслуги, зокрема, у популяризації та утвердженні національної символіки (в тому числі офіційний першодрук Гімну, Прапора та Герба), героїки козаччини (Всеукраїнська експедиція журналу 1989 р. «Запорозькі січі: зруйноване й заціліле»). 1989 р. редакція журналу започаткувала Чорнобильську експедицію для порятунку історико-культурної спадщини у Чорнобильській зоні. Серед рубрик того часу — «Акцент: проблеми, дискусії, експедиції», «У глибину віків», «Архітектурна спадщина», «Пам'яткознавство», «Фольклор та етнографія», «Краєзнавчі студії», «Першодрук» і «Міста заповідні». В останній, зокрема, побачили світ докладні описи Білгорода-Дністровського, Лубен, Бродів, Лебедина, Балаклави, Слов'яногірська, Білої Церкви; було підтримано громадський рух за надання Личаківському цвинтарю у Львові заповідного статусу.
Редакція журналу видавала газету «Старожитності» (1991—1995), відродила журнал «Краєзнавство». Цього ж часу було засновано і видано близько 50 книг у серії "Бібліотека журналу «Пам'ятки України». Це, зокрема, праці Тита Геврика (США), Віктора Акуленка, Олексія Гараня, Євгена Сверстюка, Левка Лук'яненка, Мирослава Мариновича, Андрія Бережини та ін.
На початках журнал видавався малим підприємством «Пам'ятки України» (директор А. Сєриков) за сприяння Українського фонду культури, Українського товариства охорони пам'яток історії та культури, концерну «Крим-Континенталь» та Інституту української археографії та джерелознавства імені М. Грушевського НАН України.
Від 1994 р. засновники журналу під назвою «Пам'ятки України: історія та культура» — Міністерство культури України та Анатолій Сєриков.

### Науковий часопис
На середину 1990-х років припадає початок наступного періоду історії видання. З науково-популярного видання журнал перетворюється на науковий, «ваківський». Головні редактори Віктор Вечерський та Олександр Рибалко переносять наголос на наукові публікації. Це значно підняло науковий рівень видання, але звузило аудиторію його читачів.

### 2009 рік
2009 р. на запрошення Міністерства культури України до керівництва журналу повертається А. Сєриков, який здійснює ребрендинг видання та відроджує його науково-популярний профіль. Проте встигає видати лише три номери журналу та одне число наукового альманаху (на продовження традицій О.Рибалка).
Режим Януковича 2010 р. спочатку зупинив фінансування журналу, а потім звільнив його редакцію у повному складі. Вихід журналу було призупинено більше, ніж на рік.

### 2011— травень 2017
У середині 2011 р. шеф-редактором журналу «Пам'ятки України» було призначено відомого історика Ігоря Гирича. Собі на допомогу (на посаду головного редактора) він запросив філолога з видавництва «Генеза» Лесю Богослов. Журнал уперше став місячником. Під їх керівництвом вийшла друком 1/5 частина його номерів.
Стиль журналу було вдосконалено шляхом видання тематичних номерів та спецвипусків. Ігорю Гиричу вдалося піднести історичну постать, людину, до рівня пам'ятки. Зокрема, побачили світ номери, присвячені Тарасу Шевченку, Михайлу Грушевському, Михайлу Могилянському, Василю Кричевському, Михайлу Старицькому, Павлу Альошину та ін.
Від 2016 р. головним редактором знову став Анатолій Сєриков.
До роздержавлення, що відбулося в червні 2017, журнал видавався ДП «Національне газетно-журнальне видавництво» Міністерства культури України, засновниками від середини 2014 року були Міністерство культури України та Фундація Героя України, Академіка Петра Тронька.

### Червень 2017— наш час
14 червня 2017 року Департаментом державної реєстрації Міністерства юстиції України, м. Київ зареєстровано журнал «Пам'ятки України. Історія та культура» (українська), «Landmarks of Ukraine. History & Culture» (англійська), «Sehenswrdigkeiten der Ukraine. Geschichte und Kultur» (німецька), «Достопримечательности Украины. История и культура» (російська), засновником якого є Приватне підприємство "Видавничий дім журналу «Пам'ятки України». Свідоцтво про реєстрацію КВ 22728-12628ПР, головний редактор — Анатолій Сєриков.

## Головні редактори

### Бюлетень «Пам'ятники України»
- 1969—1972 — Петрусенко Яків Петрович
- 1972—1984 — Самойлов Володимир
- 1984—1988 — Тронько Петро Тимофійович (на громадських засадах), Сєриков Анатолій Никифорович

### Пам'ятки України: історія та культура
- 1989—1996 — Сєриков Анатолій Никифорович
- 1997—2002 — Вечерський Віктор Васильович
- 2002—2008 — Рибалко Олександр Леонідович
- 2009—2010 — Сєриков Анатолій Никифорович
- 2011—2015 — Гирич Ігор Борисович (шеф-редактор), Богослов Леся Анатоліївна (головний редактор)
- 2016—2017 — Сєриков Анатолій Никифорович

### Пам'ятки України. Науковий альманах
- 2009, 2017 — Неживий Олександр Іванович

### Пам'ятки України. Історія та культура
- З 2017 — Сєриков Анатолій Никифорович

## Автори
Лауреатами редакційної премії «Пам'яток України» стали Віктор Акуленко, Сергій Білокінь, Михайло Брайчевський, В'ячеслав Брюховецький, Віктор Дудко, Марія Зубенко-Царьова, Леонід Махновець, Олесь Силин і Борис Тимошенко.
На сторінках квартальника, окрім згаданих вище, друкувалися також Петро Арсенич, Юрій Асєєв, Олег Бабишкін, Віктор Вечерський, Ігор Гирич, Володимир Грабовецький, Андрій Гречило, Ярослав Дашкевич, Іван Ігнаткін, Ярослав Ісаєвич, Михайло Іщенко, Андрій Карнабіда, Сергій Кілессо, Сергій Крижицький, Ігор Кудин, Григорій Логвин, Тарас Максим'юк, Борис Мозолевський, Юрій Нельговський, Лідія Орел, Ольга Пламеницька, Леонід Прибєга, Василь Скуратівський, Володимир Тимофієнко, Дмитро Чобіт, Богдан Якимович, Іван Шаповал та інші подвижники пам'яткоохоронства. Їхні стурбовані виступи-заклики щодо захисту історико-культурної спадщини наприкінці 1960-80-х аж ніяк не втратили актуальності і в реаліях сьогодення.